# 结晶皿
结晶皿（Crystallizing dishes with spout）是一种在有机化学中常用的玻璃器皿之一。

## 造型
它是一个口、底平行，并于侧面垂直，面大而深的圆柱形、具嘴的平底皿。面大，主要是扩大受热面及蒸发面；皿深，是便于盛放更多的母液；平底，便于监视结晶体析出；具嘴，便于皿内溶液倾出。

## 规格及参考尺寸
| 规格 | 皿直径/mm | 皿高/mm |
| ---- | --------- | ------- |
| 90   | 90        | 45      |
| 100  | 100       | 50      |
| 125  | 125       | 63      |
| 150  | 150       | 75      |
| 180  | 180       | 90      |

市面上还有65、80等规格结晶皿出售。

## 用途
在有机化学反应中，从来没有单一反应，在反应中除了主要的物质生成外，还有其它的副产品及杂质。因此在有机化学实验中，要取得较纯的物质必须要重视精制工作。最普遍、最常用的精制方法就是结晶。用合适的溶剂，使要被提纯的物质，通过溶解、结晶以除去杂质，得到纯净单一的结晶体。结晶皿的用途，就是专门用于实验室作结晶实验，或对液体进行重结晶，以达到精制、提纯的目的。大规格的结晶皿就是小批量的生产工具。
在无机化学中，它和培养皿等常常被用来作为蒸发结晶的工具，用来制作硫酸铜、明矾、重铬酸钾等或是混合物质的晶体。

## 使用方法
将结晶皿洗净、烘干，将需精制母液盛入结晶皿进行结晶。
制作晶体时，将常温饱和溶液倒入结晶皿中，等待其自然蒸发结晶。待晶体成长到足够大后，采用适当的方法取出晶体。